# Ci devo pensare
Ci devo pensare  è un film del 2015 interpretato e diretto da Francesco Albanese.

## Trama
Davide è un giovane napoletano, poco più che trentenne, che lavora come precario in un mobilificio ed è fidanzato con Alessia. Quando lei lo lascia sbattendolo fuori di casa, la sua vita cambia per sempre. Trovatosi in mezzo a una strada, Davide, insieme al gruppo dei suoi amici troverà una soluzione abitativa molto originale, che gli darà anche un'idea per un nuovo business.